# Підбескидське передгір’я
Підбескидське передгір'я (чеськ. Podbeskydská pahorkatina) — гірський район на сході Чеської Республіки, відноситься до центральної частини Західних Бескид. Найвища точка — Скалка (964 м) у Штрамберській височині. Загальна площа становить 1508 км², а середня висота сягає 353 метрів. Підґрунтя передгір'я утворене, здебільшого, з крейдових та флішових порід, зустрічаються магматичні породи.

## Поділ
Підбескидське передгір'я поділяється на:
- Кельчське передгір'я
- Маленик
- Пршиборське передгір'я
- Штрамберська височина
- Френштатська борозда
- Тржинецька борозда
- Тешинська височина

## Клімат і рослинність
Підбескидське передгір'я лежить у помірному кліматичному поясі. Клімат відносно теплий, висока вологість, багато опадів.

Підбескидське передгір'я на мапі Чехії.

У низинах та біля підніжжя зустрічаються дуби та буки, а поблизу передгірських струмків зустрічаються верби та вільха.